# Tuberculobasis williamsoni
Tuberculobasis williamsoni – gatunek ważki z rodziny łątkowatych (Coenagrionidae).